# Wohn- und Wirtschaftsgebäude Syker Straße 19
Das Wohn- und Wirtschaftsgebäude Syker Straße 19 in Syke, Ortsteil Gessel, stammt  aus dem 18. Jahrhundert. Auf dem Areal stehen noch Speicher, Stall und Scheune (Liste der Baudenkmale in Syke).
Die Gebäudegruppe steht unter Denkmalschutz (Siehe auch Liste der Baudenkmale in Gessel).

## Geschichte

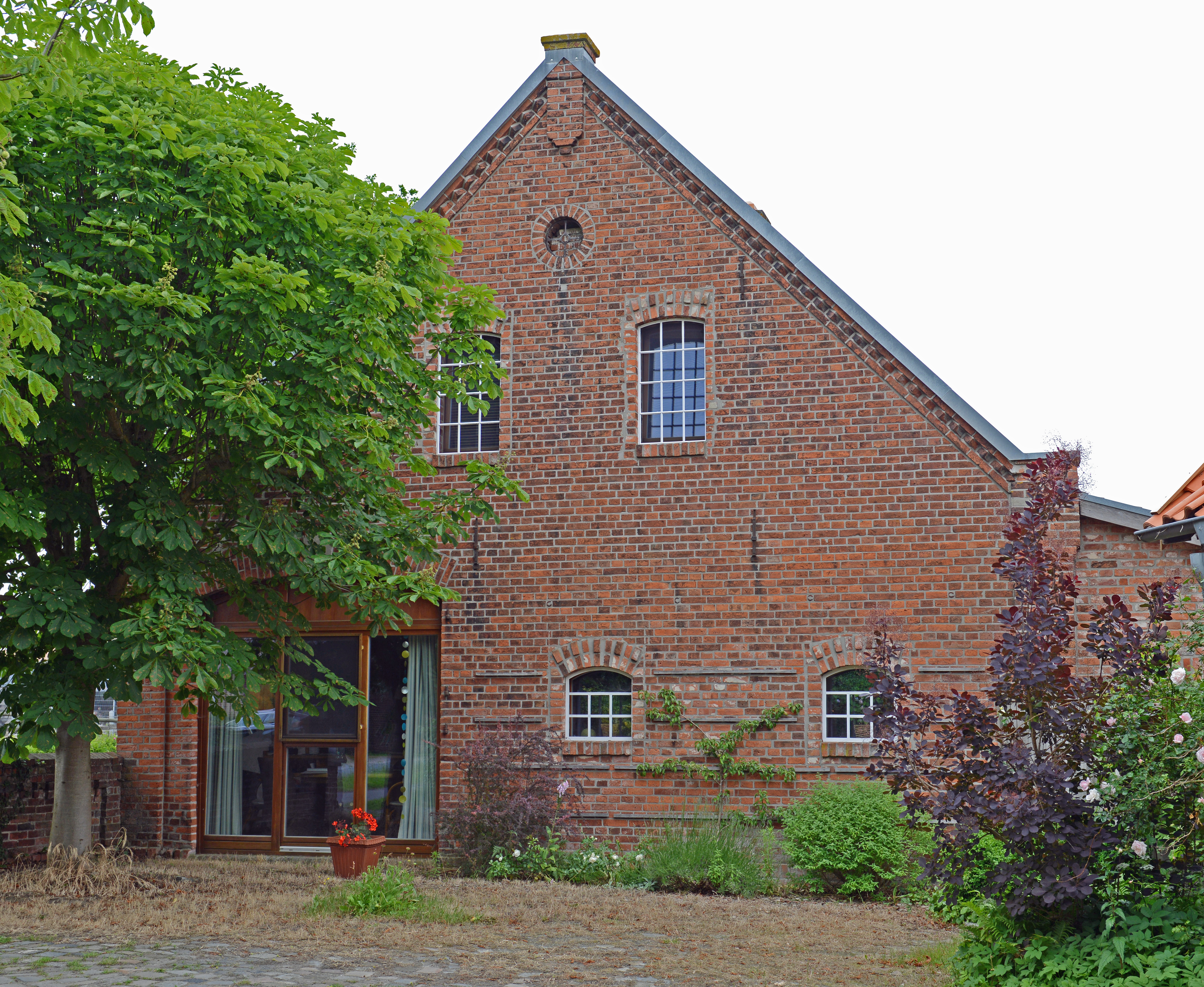
Stall

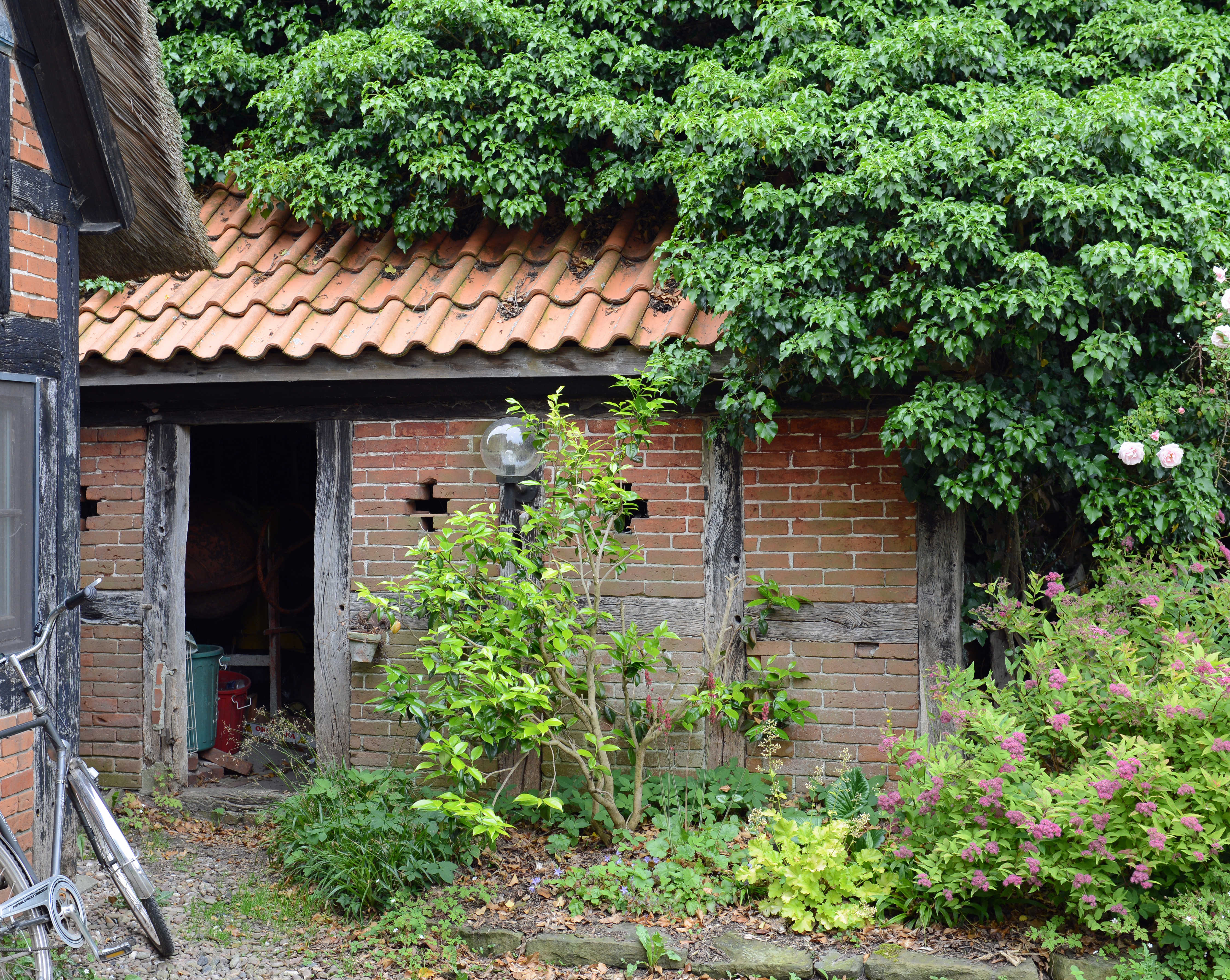
Speicher

Gessel wurde 1211 erstmals als Geestloh erwähnt, als ein Gehöft, das an das Kloster in Bassum kam.
Die Hofanlage besteht aus
- dem eingeschossigen Gebäude aus dem 18. Jahrhundert, ein Hallenhaus in Fachwerk mit Ziegelausfachungen, mit reetgedecktem Krüppelwalmdach, Niedersachsengiebel mit Uhlenloch am Dachfirst sowie dem Grooten Door mit Korbbogen,
- dem Speicher als kleines Fachwerkhaus mit Ziegelausfachung und mit Satteldach; Innengerüst vorhanden,
- der Scheune als verklinkerter Massivbau aus dem 19. Jahrhundert mit Satteldach,
- dem Stall als verklinkerter Massivbau aus dem 19. Jahrhundert mit Satteldach,
- der Einfriedigung aus Ziegelmauerwerk,
- und weiteren nicht denkmalgeschützten Gebäuden.[2]

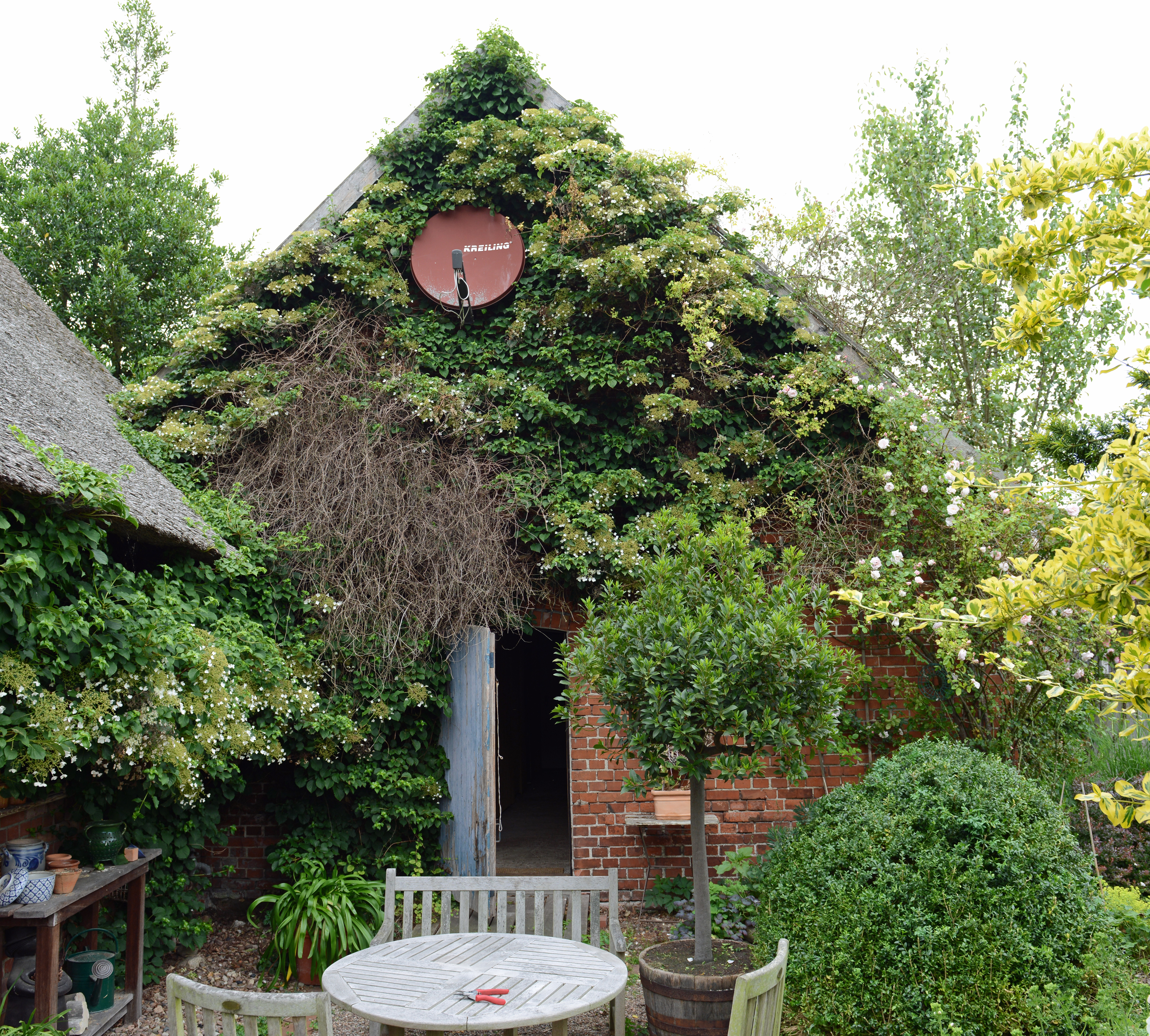
Scheune
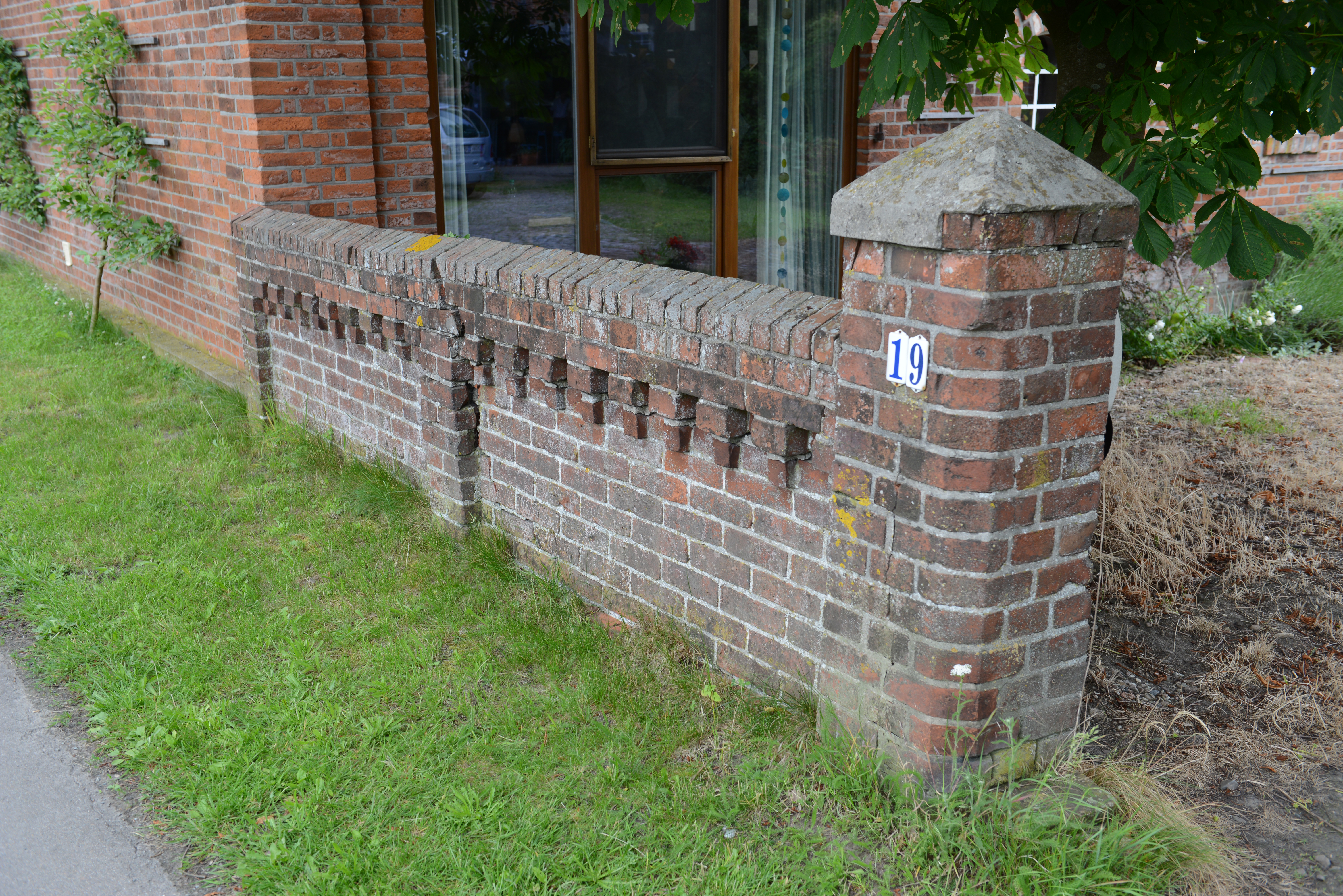
Einfriedung